# Persimfans

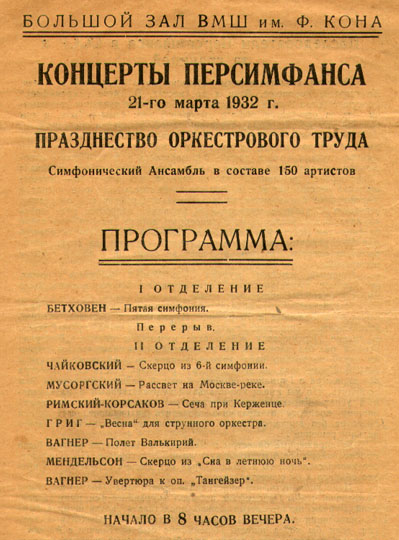
Konzertprogramm von Persimfans in Moskau 1932

Persimfans (auch PERSIMFANS; russisch Персимфанс) war ein von 1922 bis 1932 existierendes, dirigentenloses Orchester in der Sowjetunion. Die Abkürzung leitet sich vom russischen Namen Первый симфонический ансамбль Perwy simfonitscheski ansambl (deutsch: „Erstes Symphonisches Ensemble“) ab.
1922 wurde in Moskau als Experiment in angewandtem musikalischen Kollektivismus ein Orchester ohne Dirigent (der als absolutistisches Herrschaftssymbol abgelehnt wurde) gegründet. Unter dem Kürzel „Persimfans“ erlangte das Orchester bald auch internationale Bekanntheit. Als treibende Kraft fungierte Lew Zeitlin, Professor für Violine am Konservatorium Moskau.
Das Orchesterrepertoire umfasste nicht nur klassische, sondern auch zeitgenössische Werke. Fragen von Tempo, Dynamik, Agogik etc. wurden zunächst in einem kleineren Kreis abgesprochen. Dennoch war vor Aufführungen jeweils höchst umfangreiche Probenarbeit nötig. Bei Konzerten gruppierte sich das Orchester kreisförmig, um intensiven Blickkontakt untereinander zu ermöglichen.
Das Orchester spielte überwiegend in Kasernen, Arbeiterlokalen und Fabriken. Gelegentlich wurden zwar auch Gastdirigenten eingeladen (z. B. Otto Klemperer), die jedoch nach einiger Zeit gebeten wurden, dem Orchester vom Saale aus zuzuhören. Der französische Komponist Darius Milhaud äußerte sich anerkennend über ein Konzert des Orchesters, meinte jedoch: „Ein Dirigent hätte dasselbe Ziel erreichen können, nur ein wenig schneller.“
Auch Sergei Prokofjew spielte Anfang 1928 bei seinem ersten Besuch in der Heimat nach mehrjährigem Exil zwei Konzerte mit Persimfans, darunter sein 3. Klavierkonzert. Er berichtete: „Das Orchester fand sich vorzüglich mit dem nicht einfachen Programm ab und begleitete wie unter einem Dirigenten. Schwierigkeiten bereiteten die ritardando bzw. accelerando verlangenden Stellen … Um so besser wurden die komplizierten Stellen bewältigt – hier kam sich ein jeder als Solist vor und spielte genau“. Wenig später, am 2. April 1928, übernahm das Orchester die Uraufführung der 10. Sinfonie von Nikolai Mjaskowski. Der Komponist war allerdings – wegen offenkundiger Koordinationsprobleme – wenig davon begeistert.
1932 kam es schließlich zur Auflösung des Ensembles, teils als Folge von Meinungsverschiedenheiten der Musiker, teils durch die Tatsache bedingt, dass die vorherrschende Staatsideologie sich längst wieder von der Idealvorstellung des führungslosen Kollektivs abgewandt hatte.
2008 hat sich das Persimfans-Orchester unter dem Pianisten und Klangkünstler Peter Aidu in Russland neu formiert.